# 島津久邦
島津 久邦（しまづ ひさくに）は、江戸時代中期から後期にかけての薩摩藩士。知覧島津家19代当主。

## 生涯
宝暦3年（1753年）12月20日、島津久峰の三男として生まれる。明和9年（1772年）、父・久峰が死去すると、兄・久容（久徴）は一門の島津加治木家を相続していたため、知覧島津家の家督を相続する。
安永3年（1774年）、藩主・島津重豪の帰国許可の謝恩使として江戸城に登城し、将軍・徳川家治に拝謁する。安永7年（1778年）、寺社奉行。安永8年（1779年）、大目付となる。安永9年（1780年）、国分地頭職。同年若年寄。天明7年（1787年）、家老となる。同年、藩主・重豪の参勤に随行して江戸に下った。
寛政3年（1791年）2月19日没、享年39。